# 南顿镇
南顿镇，是中华人民共和国河南省周口市項城市下辖的一个乡镇级行政单位。

## 行政区划
南顿镇下辖以下地区：
南顿村、河口村、杨庄村、八联村、位庄村、任冢村、白坡村、刘店村、马旗村、周楼村、齐坡村、王庄村、刘寨村、七沟村、王坡村、彭庄村、汪庄村、马楼村、玄六村、田园村、姜庄村、高洼村和水刘村。